# Faramea tenuifolia
Faramea tenuifolia är en måreväxtart som beskrevs av Henry Hurd Rusby. Faramea tenuifolia ingår i släktet Faramea och familjen måreväxter.
Artens utbredningsområde är Bolivia. Inga underarter finns listade i Catalogue of Life.